# Gorka Guruzeta
Gorka Guruzeta Rodríguez (né le 12 septembre 1996) est un footballeur professionnel espagnol qui joue comme attaquant pour l'Athletic Bilbao.

## Carrière en club
Né à Saint-Sébastien, Guruzeta rejoint l'équipe de jeunes de l'Athletic Bilbao en 2014, en provenance d'Antiguoko KE,. Il fait ses débuts en tant que senior avec le CD Baskonia lors de la saison 2014-2015, en Tercera División.
Le 18 décembre 2015, profitant de la blessure d'Asier Villalibre, Guruzeta est promu avec l'équipe réserve en Segunda División. Il fait ses débuts professionnels trois jours plus tard, avec un match nul 1–1 à domicile contre le CD Lugo.
Guruzeta fait ses débuts en équipe première (et en Liga) le 27 août 2018, remplaçant Markel Susaeta lours d'un match nul 2-2 à domicile contre le SD Huesca ; il a ensuite participé à huit autres matches de championnat et de Copa del Rey au cours de la saison, avec un but lors d'un match de coupe contre le Séville FC. En avril 2019, de retour avec l'équipe B en troisième division, il subit une grave blessure, provoquant une rupture du ligament croisé antérieur de son genou droit.
Le 1er septembre 2020, Guruzeta met fin à son contrat avec les Lions pour signer avec le CE Sabadell FC, tout juste promu en deuxième division espagnole. L'Athletic conserve une clause de rachat valable jusqu'en 2022. Il marque son premier but professionnel le 22 novembre, marquant le deuxième de son équipe lors d'un succès 3-1 à domicile contre l'UD Las Palmas.
Le 16 juillet 2021, après que son club ait été relégué, Guruzeta signe pour le SD Amorebieta. Le 3 juillet de l'année suivante, après avoir marqué 13 buts, il revient à l'Athletic en signant un contrat de deux ans.

## Vie personelle
Le père de Guruzeta, Xabier, était également footballeur ; Défenseur central, il a principalement joué pour la Real Sociedad au cours de sa carrière,. Son jeune frère Jon, qui joue comme ailier droit, a également commencé sa carrière à Antiguoko avant d'accepter de rejoindre la cantera de l'Athletic Bilbao en 2018.

## Palmarès
- Athletic Bilbao
  - Vainqueur de la Coupe d'Espagne : 2024

Distinctions individuelles
- Joueur du mois en Liga : août 2023